# Апігенін
Апігенін — флавоноїд з молекулярною формулою C15H10O5. Жовта кристалічна речовина, що використовувалася для фарбування шерсті. Має шрокий спектр біологічної активності. Відомо, що апігенін щонайменше частково відповідальний за хемопревентивні протиракові властивості фруктів та овочів.